# 清名桥古运河街区
31°33′58″N 120°18′31″E / 31.566011°N 120.30862°E
清名桥古运河街区，又稱清名橋歷史（文化）街區，位於中國江蘇無錫市梁溪區，是大運河畔的江南水鄉，被稱爲“江南水弄堂，运河绝版地”。街區由南长街、京杭大运河無錫段、南下塘、伯渎港、大窑路一带等具有丰富历史文化底蕴的区域组成。街區以古运河为轴，占地18.78公顷，由寺、塔、河、街、桥、窑、坊众多景观组成特色环境，构筑了独具风韵的江南水弄堂。而始建於明代、飞架运河两岸的“清名橋”則是街區內的標誌。
2014年6月22日，清名橋歷史街區被列爲世界文化遗产大運河中的江南运河无锡城区段組成部分。

## 概況
明代以前，京杭大运河均是取无锡城内径直而行、穿城而过，元代《无锡志》曾载，“运河越（无锡）州城，胜七百石舟”，直至明嘉靖年间为抗倭计，才将运河改道，绕城而行，而城中旧道易名“直河”。因河道较窄，1965年起，又新辟老鸦浜至下甸桥段运河，形成了无锡古、今三条运河并行的城市风貌。
运河旧称为“塘河”，无锡城北段运河为“北塘”，南段则名“南塘”，而無錫南門（望湖門）外至与伯渎港交汇处，即今清名橋歷史街區，便位于南塘。南塘河两岸，以清名桥西为南上塘、桥东为南下塘。而此地历史，至少可追溯至宋之前。
北宋乐史之《太平寰宇记》载，“太伯渎，西带官河，东连范蠡渎，入苏州界，澱塞年深，粗分崖岸，元和八年，刺史孟简大开漕运，长八十七里，水旱无虞，百姓利之。”此“太伯渎西带官河”处，即街区内之伯渎港。此河道相传为泰伯奔吴后所开，以梅里（今无锡梅村）为中心，西北经太伯桥通往无锡市区，东南经鸿山通往苏州。对此，水利专家武同举业经考证，认为中国运河“征诸历史，最古为太伯渎。”伯渎港即为中国最古老的人工运河之一段。
北宋时，官府依古运河平行而建驿道，南连苏州、北接常州，成为一处水陆皆通的重要官道。这一官道即今日南长街。此后，此地愈发繁荣，尤以窑业、冶铸业、造船业等手工业为最著，并逐渐建起了米行、地货行、小猪行等交易场所，明、清又成为棉花、蚕茧等货物集散地。清末，因无锡米市的兴起，这一地区亦有伯渎港、黄泥桥、南上塘三个地段的米市。19世纪末，杨宗濂、杨宗瀚在羊腰湾兴办无锡第一家近代企业：业勤纱厂， 此后南长街、清名桥地区陆续建起了一批近代企业。规模较大的有周肇甫的鼎昌丝厂、许稻荪的振艺丝厂、薛寿萱的永泰丝厂等。至1949年以前，这一地区已有缫丝、机器、粮食加工等各类企业60余家，职工18000余人，可谓无锡近代民族工商业先河之地。
1980年代，在世俗中尘封时久的清名桥逐渐为外人所知，众多外籍游客、学者前来参访这段古运河上的水弄堂，并称为“东方神秘之旅”，日本歌手尾形大作所演唱的《无锡旅情》、《清名桥》更使这里名声藉甚。此时，国内建筑学家吴良镛、徐莹光等亦已关注清名桥古运河地区的保护。无锡市人大也于1983年通过《古运河规划决议》，提出保护方案。然而当时的无锡市政府主政者则认为并无保留价值，谓“不要因为一些外国人感到好奇、新鲜就一味推崇”，并于1994年首先对南长街南禅寺至跨塘桥一段560米进行改造，将道路放宽至30米并拆除重建了该段道路两侧的建筑，引起众多民间及专业人士之批评，此后很长一段时间无锡市政府对该地区采取不问不闻的放任态度，因此也保留下了跨塘桥至清名桥900米长的古运河精华段，直至2007年方重启保护计划。

2007年年底，清名桥地区正式开始保护性修复，规划由吴良镛主持，香港戴德梁行、南京美力三采、北京大学旅游研究与规划中心完成设计。2010年6月，清名桥历史文化街区被列为“中国历史文化名街”，2011年10月，街区正式开放；2014年，又获评国家4A级景区。目前，整个街区商业依南长街、南下塘两条沿着古运河岸线上的老宅而设，以文创产业为主。而在大窑路及南下塘两侧，则依旧保留有大量的传统江南民居。2024年，街区内的古运河·遇见博物馆开馆。

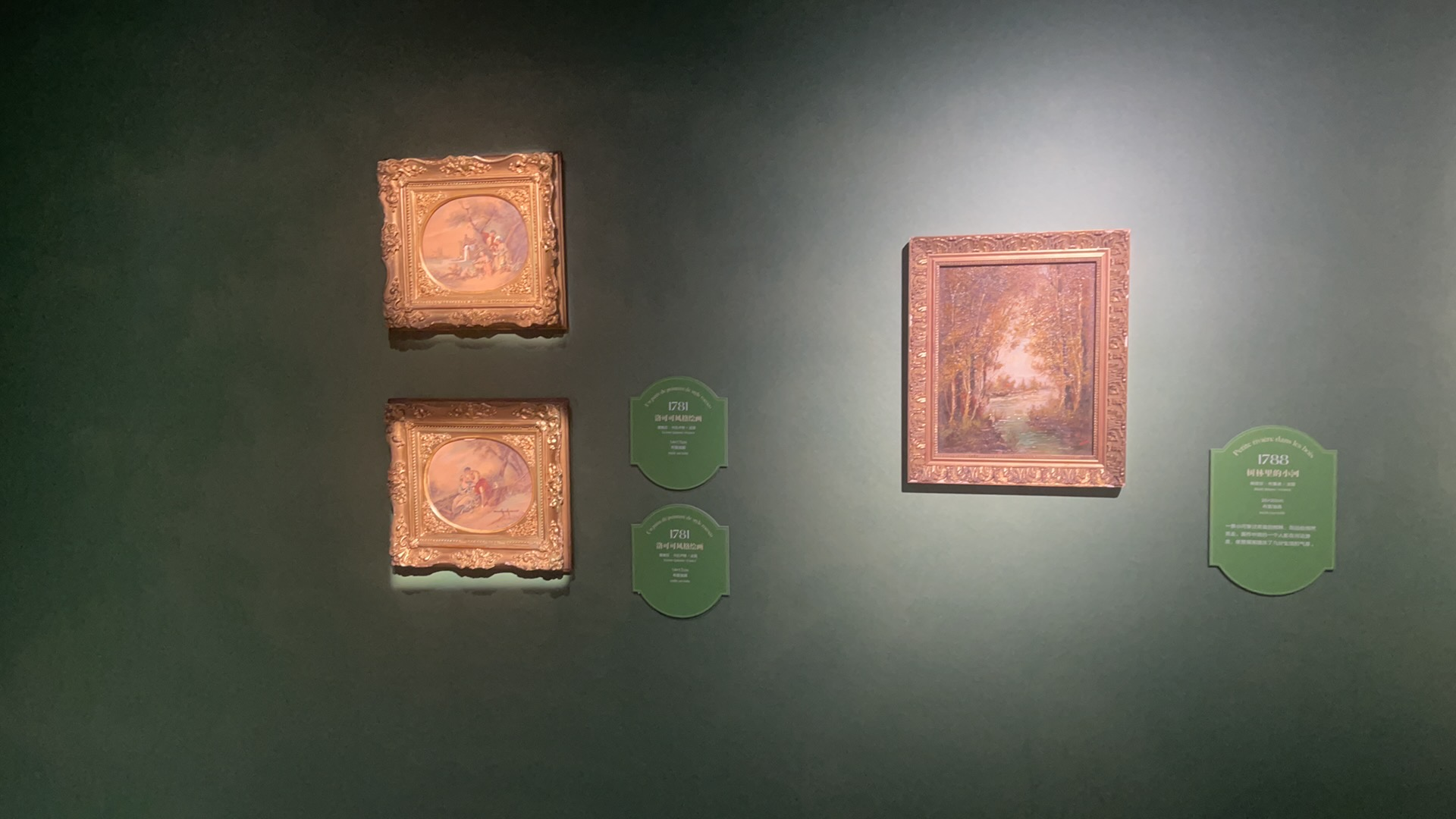
无锡遇见博物馆

## 人文旧迹
在清名桥历史文化街区内，存有国家、省、市级文保单位19处、牌坊8座、其他文物遗存17处，除了大量至今仍在发挥交通作用的清名桥、大公桥、永胜桥等桥梁外，还有不少历史遗迹，如坎宫救熄会、和平书场、王绍先旧宅等，其中永泰丝厂旧址、大窑路窑群遗址已分别建成遗址博物馆，静静陈述无锡曾作为“丝都”、“窑码头”的历史。

### 清名桥
清名桥是南长街上的标志性建筑，也是街区得名之由来，更是无锡市区现存规模最大的古代石拱桥，为明代万历年间，寄畅园主秦燿的两个儿子捐资建造，因兄弟俩的大名分别是太清、太宁，因此各取一字叫做清宁桥。清康熙八年（公元1666年），无锡县令吴兴祚重建。道光年间，因讳道光皇帝的名字旻宁，改名为清名桥，俗称“清明桥”。咸丰十年（1860年），太平军兴，桥毁，同治八年（1869年）重建，至今存址于故。清名桥两侧桥拱旁原本各刻有一幅楹联，惟文革时凿去，再也无法辨认。

### 大公桥
民国以后，南上、下塘两侧计有十三家丝厂，时往来丝厂工作之女工，需乘船摆渡过运河。1929年，振艺丝厂一名女工在摆渡时不慎落水身亡，厂主许稻荪为平息事端，便集资建桥，荣德生知情后，亦襄赞建桥。这座架构在清名桥与跨塘桥之间的桥梁最终完工于1930年4月，并定名“大公”。大公桥系三跨钢筋混凝土桥，颇具近现代工业风味。

### 中国丝业博物馆
即永泰丝厂旧址。清光绪二十二年（1896年），无锡籍资本家周舜卿（即《雷雨》人物周朴园原形）与薛福成长子薛南溟合资在上海创办永泰丝厂，后薛南溟于1926年将厂迁回无锡，设于稍后所建之大公桥堍。该厂所生产之“金双鹿”牌白厂丝畅销欧美。薛南溟幼子薛寿萱又在1930年研制出二十绪立缫车，为国内首创。1949年后，改为国营无锡丝织二厂。2009年3月，在厂址上建成中国丝业博物馆。

### 大窑路窑群遗址
大窑路窑群遗址位于南长街东岸的伯渎港河口一带，耸立着数量众多的砖瓦窑，旧时此地被称为老窑头或南门窑上。因其产品“大窑货”区别于其他地区的“小窑货”故得名“大窑坊”，1932年定名为“大窑路”，沿用至今。在大窑路沿线，至今仍能看到的古窑，延绵达1.5公里之遥。据载，这里原有砖窑100座，现在残存42座，中较完整的约19座。大部分是倒焰窑，少数为环窑。其数量之多、分布线之长、保存之完整，实属少见。大窑路窑业，兴于明代，盛则于清、民国，嘉庆年间甚至承接过故宫金砖之烧制，民间有“上塘十里尽开店、下塘十里兴烧窑”之说。2013年，大窑路窑群遗址由无锡市级文保单位直升为全国重点文物保护单位。

### 祝大椿故居
祝大椿（1856年-1926年），字兰舫，祖居伯渎港，自幼在冶坊学徒，清光绪十一年（1885年），在上海开创源昌煤铁商号，后在沪、锡相继开办源昌碾米行、华兴面粉公司、源昌缫丝厂、怡和皮毛打包公司、公益纺织公司、源昌轧花厂、恒昌源纱厂、龙章造纸有限公司、源康缫丝厂、福昌缫丝厂、惠元面粉厂等企业，并先后在苏州、扬州、常州、溧阳、南通等地投资开办电气公司，有中国“电气之王”之美誉。祝大椿故居位于伯渎港117—127号，建于清末，民国初年曾改为大椿小学堂。1949年后，曾划入新扩建的王源吉锅厂。现存建筑有三进，均为面阔三间的硬山顶平房。尤以第二进做工最讲究：梁架雕如意云纹，前为船篷廊轩。东轴线上有转盘楼一座，前楼三开间，后楼四开间，均为两层；西轴线上为面阔六间的平房。祝大椿故居在2006年列为江苏省文物保护单位。

### 南水仙庙
南水仙庙原名松滋王侯庙，为纪念明嘉靖年间率民抗倭的湖北松滋籍无锡县令王其勤而设，附祀在抗倭时牺牲的何五路等三十六义土。庙址旁原有双忠祠，祀南宋文天祥血战五牧（无锡与武进交界处）时阵亡的部将尹玉和麻士龙。清康熙二十二年（1683年），在双忠祠南侧建松滋王侯庙，于是二庙合一。庙址靠近古运河，船户进香，便俗称其为南水仙庙。1765年，乾隆帝南巡途经该庙，适逢农历三月初七王其勤诞辰，乾隆命停舟片刻，嘱太监持香烛致祭，故庙内悬“翠辇停骖”额。南水仙庙在乾隆四十六年（1781年）重修，咸丰间毁，同治中重建。有头山门、二门、戏台、大殿、双忠殿、蚕丝殿等建筑。并存有王其勤所书“湖山胜概”石刻。

## 评价
- 中国古建筑学家罗哲文评价清名桥地区：“长城的精华在八达岭，古运河的精华在无锡。”[7]

- 2001年，全国政协大运河保护与申遗考察团曾表示无锡南长街运河段为“开拓最早、保护最好，既是古运河的发源地，又最具原生态风貌，是古运河文化绝版之地。”[12]

- 中国古城镇规划保护专家阮仪三在谈及中国运河文化保护时，曾感叹：“古运河风貌原来山东青州还有点，现在已没了，就剩下无锡了，这是无锡人的幸运和宝贝啊！”[8]

## 轶事
- 无锡大窑路窑业之起源，相传自朱元璋平定天下、定都金陵后，一日有太史奏道：“臣夜观天象，见东南方有奇云异气，久后必出真主。”朱元璋乃派军师刘伯温出京堪舆，刘至无锡南下塘后，断言“这是一块非凡之地”。于是组织农民筑窑烧砖，使这条“乌金龙”烧煞，烧窑手艺亦此相传，[16]而伯渎港外至今还有一名“乌龙潭”的渡口。

- 南长街南段西侧有一处地名谓“鸭子滩”，此地旧称“圣塘里”，因临近运河，清朝时有薛氏一门在此养鸭。乾隆南巡时，见薛家鸭子肥美，便召见问此地何名，薛氏如实答“圣塘里”，乾隆谓不妥，便随口改名为“鸭子滩”，此后薛家所养之鸭，还成为了贡品。[20]

- 在清名桥顶平台上，有一处暗红血迹状的桥石，乡人多传为抗战期间，日军在桥上杀害平民或抗日志士，血渍渗入石料中而来。事实上，此为被汪伪政权无锡地区绥靖队特务中队队长刘法水所杀之其跟班陆允中的血印。陆允中原为上海长德油厂职员，抗战爆发后赋闲在乡，后投靠刘法水，跟随左右，竟成亲信。一日刘妻王氏与卫兵前往南下塘时，为暗伏之国军浦涤新部袭击，卫兵被击毙，王女吓得魂飞魄散，逃入大公医院才得命。刘得讯后大怒，惟抓捕不到抗日部队，便迁怒陆允中，以联系不力为由严刑拷打。由于陆平日跋扈，刘之手下亦看不惯他，几人便将他抬到清名桥上，用军队向其颈部砍去，当即毙命，血渍喷射时，在桥顶靠东处留下一滩血印，以致至今尚有痕迹。[21]

## 交通及游览资讯

### 公共交通
- 公共汽车：离清名桥历史街区最近的公交站点依次是：跨塘桥·南长街站（停靠15、105等路线）；南长街·市梁溪公证处站（停靠67等路线）；南禅寺·朝阳广场站（停靠15、23等路线）；朝阳广场·南禅寺站（停靠3、67、81等路线）及朝阳广场·解放南路站（停靠27、40、51等路线）。另外，南长街并非单指南禅寺、清名桥历史街区一带，而是一条全长有5.5公里的道路，故一些公交站名为“南长街”的站点，其实离清名桥历史街区甚远。

- 地铁：地铁1号线至南禅寺站下，自8号出口出站，过南长桥、沿南长街向南步行约5分钟。需要注意的是，地铁1号线停靠站点中的清名桥站并非指清名桥历史街区，而是指无锡市清名桥街道。清名桥站距清名桥历史街区约1.5公里，步行约需30分钟以上。

### 景区内交通
- 观光车：行驶于南长街跨塘桥至南水仙庙段，招手即停，上车不论距离远近一律5元。[22]

- 古运河游船：由南禅寺起航、沿途停靠跨塘桥、贺弄、大公桥、清名桥、窑群遗址博物馆、南水仙庙、祝大椿故居站点后返航，票价5元/站，另有全程票，票价日间60/夜间80元。游船开放时间为平时：13:00-20:30/节假日：9:00-20:30，间隔30分钟一班。游船南禅寺站、跨塘桥站可购票。

### 景点收费
清名桥历史街区为免费开放式景点，但其中永泰丝厂旧址（中国丝业博物馆）、窑群遗址博物馆、祝大椿故居为收费参观景点，票价分别为20、10、10元。以上收费景点70岁以上老人可凭身份证免费参观；持学生证（含港澳台地区）及60岁以上、70以下老人半价。